# Grote Moskee van Keren
De Grote Moskee van Keren (ook wel Jamie Abii-moskee of Jami'e Atiek, oude of centrale moskee genoemd) is een moskee in het centrum van Keren, een stad in de gebergte van westelijk Eritrea. Het is niet de grootste moskee in Keren - dat is de Assehabamoskee - het is wel een van de belangrijkste bezienswaardigheden van de stad en haar omgeving.

## Beschrijving
De oude moskee, dat zich in het centrum nabij de markt van Keren bevindt, heeft een minaret in Ottomaanse stijl: het is potloodvormig, met spits toelopende dak, en getooid met een piek in de vorm van een liggende halve maan. Het dak van de moskee is een grote lichtblauwe koepel omringd met kleinere koepels. Het complex is omheind door een monumentale gewelfde muur.

## Geschiedenis

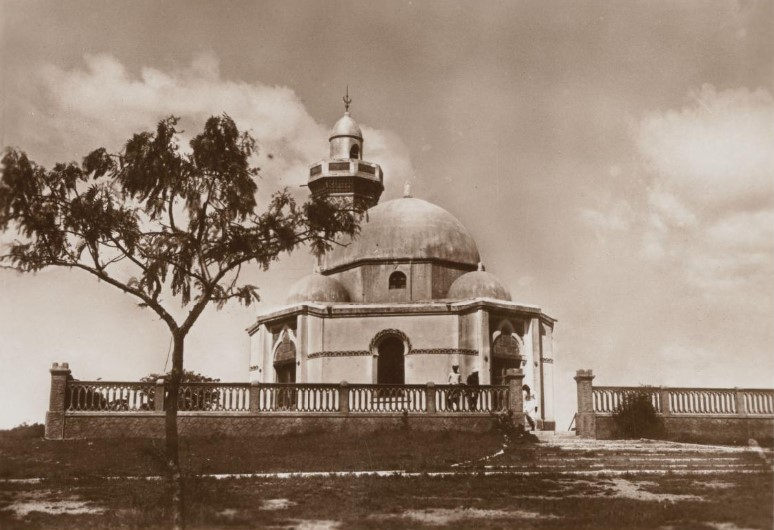
Oorspronkelijke vorm van de Grote Moskee

De moskee dateert van eind 19e eeuw, toen het gebouwd werd met hulp van de Egyptenaren, onder wiens bezetting van de stad (1872 –1885) het aantal moslims in Keren en omgeving toegenomen was en de stad een belangrijk islamitisch bolwerk was geworden. Het toentertijd als groot en modern te boek staande bouwwerk had in de beginjaren een relatief korte minaret en een eenvoudige omheining. 

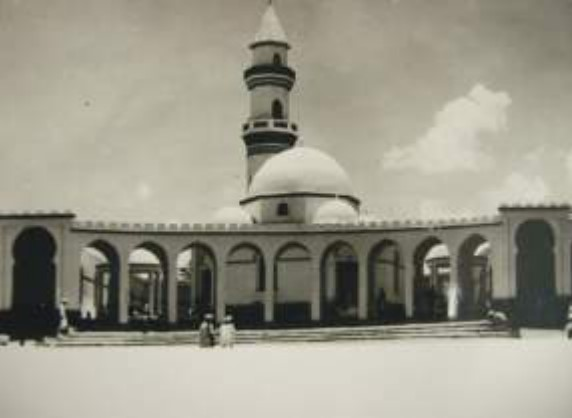
Grote moskee in de eerste helft van de 20e eeuw

In het begin van de 20e eeuw maakte de bouw en renovatie van moskeeën deel uit van het Italiaans-Oost-Afrika-beleid, in een poging de moslimbevolking te binden. Ook de grote moskee, in Italiaanse literatuur 'de nieuwe moskee van Keren' (la nuevo moschea di Cheren) genoemd, werd in dit koloniaal beleid meegenomen: de moskee werd in het begin van de 20e eeuw uitgebreid door toevoeging van een etage aan de oorspronkelijke minaret en de bouw van een monumentale gewelfde ommuring.
In 1956 werd de moskee gerenoveerd. Het kreeg toen de huidige vorm.
De oude moskee was de grootste in de stad tot 1986, toen door de Italianen de Assehabamoskee gebouwd werd, die hiermee de informele titel van Abi Mesgid (Grote Moskee) overnam.  Deze moskee, inclusief binnenplaats en bijgebouwen, beslaat een oppervlak van zo'n 9000 vierkante meter.